# 芬德恩 (新澤西州)
芬德恩（英語：Finderne）是位於美國新澤西州薩默塞特縣的普查規定居民點。

## 人口
根據2020年美國人口普查的數據，芬德恩的面積為11.21平方千米，當中陸地面積為10.60平方千米，而水域面積為0.61平方千米。當地共有人口9788人，而人口密度為每平方千米873.15人。